# Баишевский сельсовет
Баишевский сельсовет — муниципальное образование в Зианчуринском районе Башкортостана.

## История
Согласно «Закону о границах, статусе и административных центрах муниципальных образований в Республике Башкортостан» имеет статус сельского поселения.

## Население
| 2002  | 2009  | 2010  | 2012  | 2013  | 2014  | 2015  |
| ----- | ----- | ----- | ----- | ----- | ----- | ----- |
| 1529  | ↗1534 | ↘1266 | →1266 | ↘1259 | ↘1207 | ↘1167 |
| 2016  | 2017  |       |       |       |       |       |
| ↗1170 | ↘1162 |       |       |       |       |       |

## Состав сельского поселения
| № | Населённый пункт | Тип населённого пункта          | Население |
| - | ---------------- | ------------------------------- | --------- |
| 1 | Баишево          | деревня, административный центр | ↘431      |
| 2 | Сагитово         | деревня                         | ↘243      |
| 3 | Ильмаля          | деревня                         | ↘205      |
| 4 | Биштиряк         | деревня                         | ↘197      |
| 5 | Агурда           | деревня                         | ↘89       |
| 6 | Акдавлетово      | деревня                         | ↘84       |
| 7 | Новомихайловский | деревня                         | ↘11       |
| 8 | Новокасмартский  | деревня                         | ↗6        |